# デヴィッド・アラン・グリア
デヴィッド・アラン・グリア（David Alan Grier,  1956年6月30日 - ）は、アメリカ合衆国のコメディアン、俳優、声優である。

## 来歴
1956年、ミシガン州デトロイト生まれ。父親は精神病医で作家でもあった。地元デトロイトの高校を卒業後、ミシガン大学へ進学したのちにイェール大学の演劇校でシェイクスピア劇などを通して演技を学んだ。大学を卒業してすぐに、ブロードウェイ舞台のミュージカル『The First』へ出演して舞台俳優としてのキャリアをスタートさせている。同作品での演技が評価されトニー賞へもノミネートされたほか、Theatre World Awardを受賞した。
それ以来、ラジオ局のラジオドラマなどで経験を積み、1983年にロバート・アルトマン監督の『ストリーマーズ 若き兵士たちの物語』で映画デビュー。同作品でもヴェネツィア国際映画祭の男優賞を受賞するなど役者デビューは好調な滑り出しを切っている。持ち前の明るさから、コメディ映画への出演が多くデビューして間もない頃はコメディ映画『アメリカン・パロディ・シアター』やコメディ番組『サタデー・ナイト・ライブ』へも端役として出演。特にその名が知られるようになったのはテレビシリーズ『In Living Color』へのレギュラー出演で、およそ11年間レギュラーキャストとして視聴者に親しまれた。日本でもロビン・ウィリアムズ主演のアドベンチャー映画『ジュマンジ』に登場する警官役などで知られている。現在も様々なテレビドラマや映画などへ出演を重ねており、順調にキャリアを構築している。

### 私生活
二度の結婚歴があり、最初の結婚は女優のMaritza Riveraとで1987年に結婚して1997年に離婚。後に韓国系のChristine Y. Kimと2007年に結婚し、一児をもうけたが3年後の2010年に離婚した。

## 出演作品

### 映画
- ストリーマーズ 若き兵士たちの物語 Streamers (1983)
- ソルジャー・ストーリー A Soldier's Story (1984)
- Beer (1985)
- From the Hip (1987)
- アメリカン・パロディ・シアター Amazon Women on the Moon (1987)
- サイゴン Off Limits (1988)
- ミー&ヒム Ich und Er (1988)
- ゴールデン・ヒーロー 最後の聖戦 I'm Gonna Git You Sucka (1988)
- キャノンズ Loose Cannons (1990)
- Mr.エンジェル/神様の賭け Almost an Angel (1990)
- ブーメラン Boomerang (1992)
- In the Army Now (1994)
- ブランクマン・フォーエバー Blankman (1994)
- Tales from the Hood (1995)
- ジュマンジ Jumanji (1995)
- 魔法の森のおしゃべりクマさん／スリー・ベアーズ＆リトル・レディ Goldilocks and the Three Bears (1995)
- ホット・ネイビー/カリブ海イケイケ大作戦 McHale's Navy (1997)
- カジノ・ヒート Top of the World (1997)
- A Saintly Switch (1999)
- The '60s (1999)
- トリック・ベイビー Freeway II: Confessions of a Trickbaby (1999)
- スチュアート・リトル Stuart Little (1999) ※声の出演
- 3 Strikes / 3ストライク 3 Strikes (2000)
- East of A (2000)
- この胸のときめき Return to Me (2000)
- エンジェルス/ マウンドに降りた天使  Angels in the Infield (2000)
- ロッキー＆ブルウィンクル The Adventures of Rocky & Bullwinkle (2000)
- 15ミニッツ 15 Minutes (2001)
- I Shaved My Legs for This (2001)
- King of Texas (2002) ※テレビ映画
- バッドアス! How to Get the Man's Foot Outta Your Ass (2003)
- タイニー・ラブ Tiptoes (2003)
- Rock Stars Do the Dumbest Things (2003) ※テレビ映画
- ケヴィン・ベーコン ザ・ウッドマン The Woodsman (2004)
- マペットのオズの魔法使い The Muppets' Wizard of Oz (2005)
- 奥さまは魔女 Bewitched (2005)
- 最凶赤ちゃん計画 LiTTLEMAN (2006)
- Kissing Cousins (2008)
- The Hustle (2008)
- 早熟のアイオワ The Poker House (2008)
- Gym Teacher: The Movie (2008)
- 最終突撃取材計画! An American Carol (2008)
- 最強絶叫ダンス計画 Dance Flick (2009)
- Something Like a Business (2010)
- タイラー・ペリーのピープルズ家の婿入り修行 Peeples (2013)
- The Watsons Go to Birmingham (2013)
- コフィー&カリーム Coffee & Kareem (2020)
- カラーパープル The Color Purple (2023)

### アニメ映画
- ATOM Atom (2009)
- Hoodwinked Too! Hood vs. Evil (2011)

### テレビドラマ
- ザ・シークレット・ハンター The Equalizer (1985)
- All Is Forgiven (1986)
- A Different World (1987)
- グッドラック・サイゴン Tour of Duty (1988)
- Duet (1988)
- アルフ ALF (1989)
- In Living Color (1990 - 2001)
- マーティン Martin (1993, 1995, 1997)
- Dream On (1995)
- デイモン Damon (1998)
- Xファイル X-File (2000)
- DAG (2000 - 2001)
- ボストン・パブリック Boston Public (2002)
- Life with Bonnie (2002 - 2004)
- My Wife and Kids (2003, 2005)
- BONES Bones (2010)
- LAW & ORDER:性犯罪特捜班 Law & Order: Special Victims Unit (2010)
- バッド・ティーチャー Bad Teacher (2014)

### テレビアニメ
- Happily Ever After: Fairy Tales for Every Child (1995, 1997, 2000)
- ピンキー&ブレイン Pinky and the Brain (1995)
- ヘラクレス Hercules (1998)
- Buzz Lightyear of Star Command (2000)
- プラウドファミリー The Proud Family (2002)
- サムライジャック Samurai Jack (2003)
- Crank Yankers (2002 - 2005)
- Randy Cunningham: 9th Grade Ninja (2013)

### テレビ番組
- サタデー・ナイト・ライブ Saturday Night Live (1995)
- セサミ・ストリート Sesame Street (2002)

## 参照
1. ↑  http://www.filmreference.com/film/87/David-Alan-Grier.html
2. 1 2  “David Alan Grier Biography”. 2014年7月20日閲覧。
3. ↑  https://www.imdb.com/name/nm0004979/awards/?ref_=nm_awd